# Kienthalerhütte
Die Kienthalerhütte ist eine Schutzhütte der Sektion „Alpine Gesellschaft Kienthaler“ des Österreichischen Touristenklubs am Schneeberg.

## Lage
Die Kienthalerhütte liegt östlich am Fuß des 1416 m hohen Turmsteins, der mittels eines Klettersteigs mit einer Schwierigkeitsstufe B erklommen werden kann, am südwestlichen Schneeberg am Ende des Weichtals und über dem Höllental.

## Geschichte
Die Hütte wurde von der alpinen Gesellschaft „D’Kienthaler“, einer 1892 gegründeten Sektion des Niederösterreichischen Gebirgsvereines (NÖGV), erbaut (Grundeigner: Stadt Wien) und am 13. September 1896 feierlich eröffnet. 1936/37 wurde die Wetterschutzhütte erweitert. 1975 rutschte ein Großteil der Stützmauer vor der Hütte ab. Diese wurde erst 1977 in mühevoller Arbeit wiederinstandgesetzt und 1978 wurde eine Wasserzuleitung von der Anna-Quelle hergestellt.

### Alpine Gesellschaft Kienthaler
Dieser Verein wurde 1892 als „Alpine Gesellschaft D’Kienthaler“ gegründet und war eine Sektion des Niederösterreichischen Gebirgsvereines (NÖGV) mit Sitz in Wien. 1898 trat der Verein aus dem NÖGV aus und war bis 1938, als ein Zwangsanschluss an den Deutschen Alpenverein erfolgte, eigenständig. 1946 erfolgte der Anschluss an den Österreichischen Touristenklub und eine Umbenennung in „Alpine Gesellschaft Kienthaler, Sektion des Österreichischen Touristenklub“.
Nach Ferdinand Mayr, der ab 1893 Obmann des Vereins war und fast 40 Jahre wirkte, ist der Ferdinand-Mayr-Weg benannt. Dieser führt vom Ende der Weichtalklamm, etwa 200 Höhenmeter unterhalb der Kienthalerhütte, westseitig des Weichtals retour zum Eingang der Weichtalklamm (Weichttalhaus).

## Aufstieg
- Weichtalhaus – Ferdinand-Mayr-Weg oder Weichtalklamm – Kienthalerhütte, Gehzeit 2½ bis 3 Stunden (beide rote Markierung)
- Station Baumgartner – Südlicher Grafensteig – Kienthalerhütte, Gehzeit 4 bis 5 Stunden (rote Markierung)
- Edelweisshütte – Fadenweg – Kienthalerhütte, Gehzeit ca. 1¾ Stunden (gelbe Markierung)

## Übergang zu anderen Hütten
- Almreserlhaus
- Fischerhütte
- Edelweisshütte
- Weichtalhaus